# Oratorio della Santissima Trinità (Taggia)
L'oratorio della Santissima Trinità è un luogo di culto cattolico situato nel comune di Taggia, in piazza della Santissima Trinità, in provincia di Imperia. La chiesa è sede dell'omonima confraternita detta "dei Rossi".

## Storia e descrizione

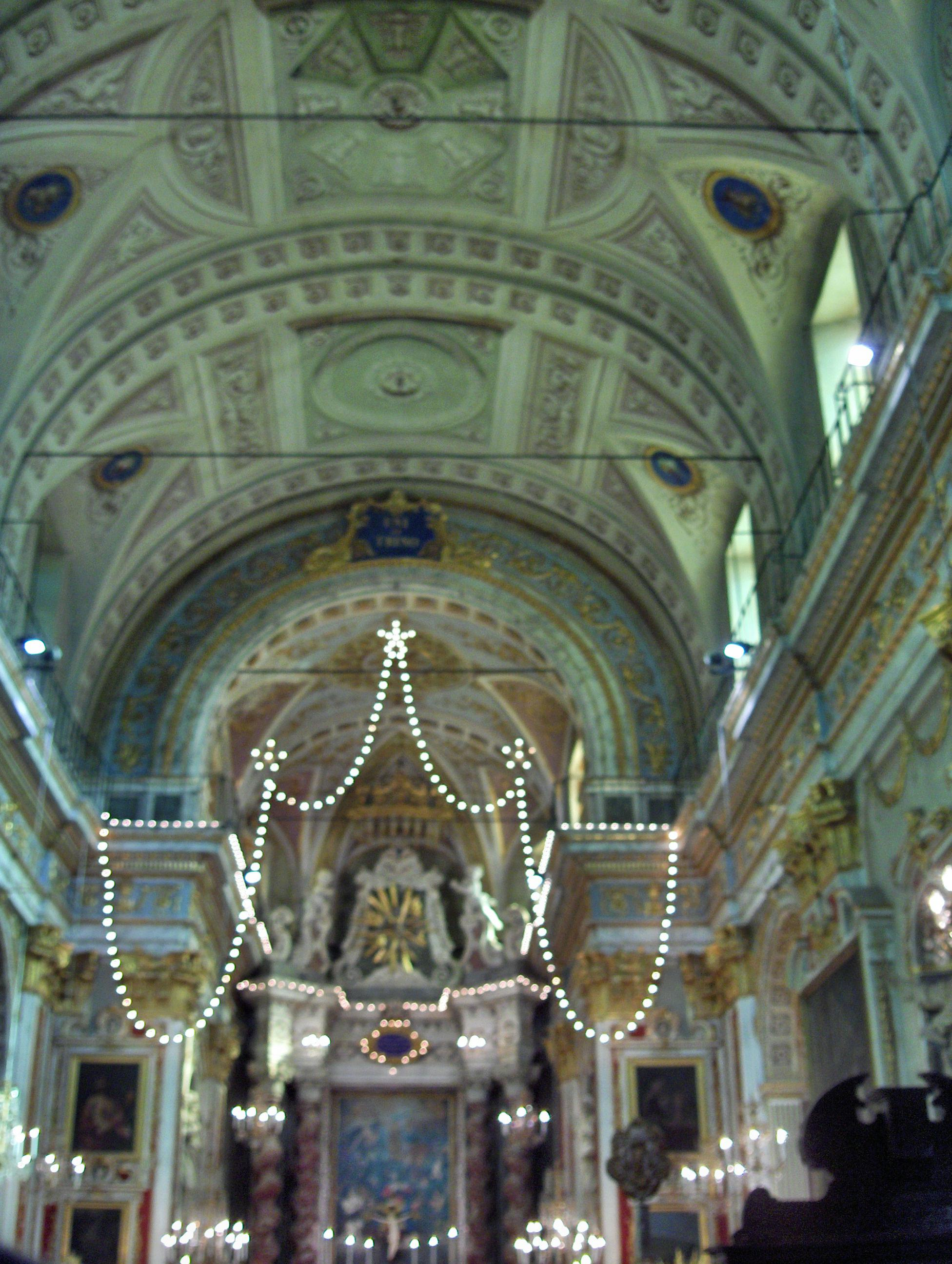
La navata

L'edificazione dell'oratorio fu decisa dalla confraternita della Santissima Trinità che già dal Seicento operava nel borgo tabiese. I lavori di costruzione presero il via nel 1684, anche grazie all'interessamento, e soprattutto all'aiuto economico, dalla più influente famiglia di Taggia: i Lercari. Già il 7 maggio 1690 il vescovo di Albenga monsignor Giovanni Tommaso Pinelli poté consacrare il nuovo luogo di culto intitolato alla Santissima Trinità. La struttura, negli interni e nelle decorazioni pittoriche, si presenta nello stile barocco.
Tra le opere conservate al suo interno, presso l'altare maggiore, il quadro della Santissima Trinità che incorona la Madonna, opera datata al 1530 del pittore Lorenzo Donato di Ormea. Sopra al dipinto è presente un particolare crocifisso in avorio, quest'ultimo donato alla confraternita dal cardinale tabiese Niccolò Maria Lercari. Per la sua bellezza e manifattura un celebre antiquario, così come attestato in un documento del 1933, offrì ai confratelli "dei Rossi" (denominazione popolare dal colore delle cappe) una somma cospicua di 30.000 lire per un suo eventuale - poi rifiutato - acquisto.
Altri dipinti della zona dell'altare maggiore sono San Gerolamo in meditazione e l'Ecce Homo; il primo, sulla destra, è attribuito alla mano dell'artista bolognese Domenico Zampieri e datato alla prima metà del XVII secolo. Sotto di essi, le due raffigurazioni de L'incontro con le pie donne e La deposizione dalla croce, opere facenti parte di un'intera Via Crucis che su ordine dello stesso cardinale tabiese furono trasportate da Genova a Taggia via mare; solo questi due pezzi giunsero, però, nella cittadina ligure a causa di una tempesta scatenatasi in mare.

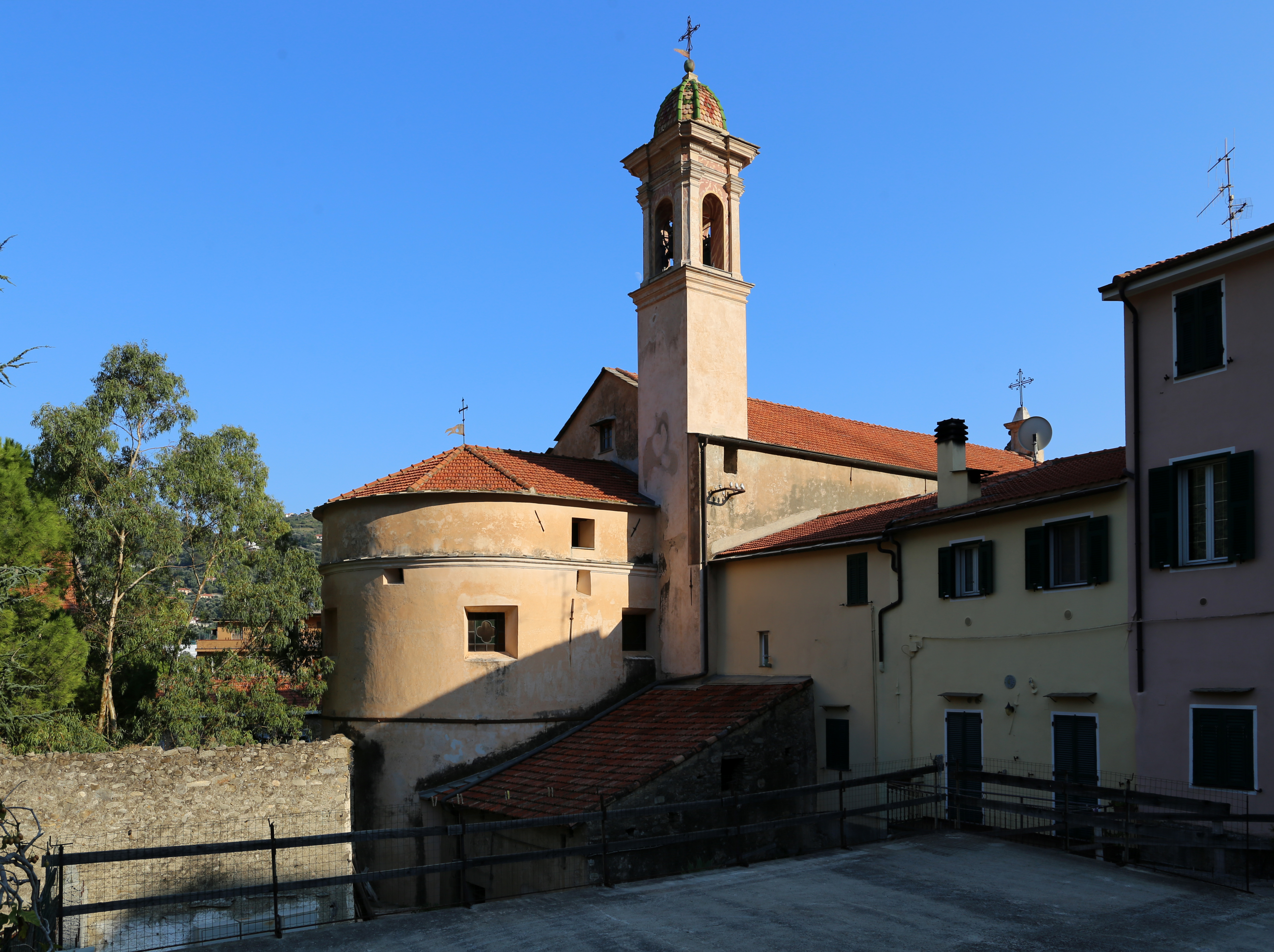
Il campanile e la zona absidale esterna

Nella cappella sinistra è presente il dipinto ad olio de la Madonna fra i santi Filippo Neri e Vincenzo Ferrer; nella cappella opposta sono conservate le reliquie di san Benedetto martire - un cristiano originario del ponente ligure e che visse sotto il console romano Flavio Massenzio - qui traslate da Roma nel corso del 1771 grazie all'interessamento del frate cappuccino Francesco Maria Anfossi.
Lungo la navata sono sei i dipinti presenti: L'incontro della baronessa Giovanna Fremiot con san Francesco di Sales, databile alla fine del XVII secolo e di autore ignoto; La morte di san Francesco di Sales; La conquista delle ceneri di san Giovanni Battista; San Giovanni Evangelista, di Gioacchino Bombelli del 1816; La strage degli innocenti, copia datata al 1816 del celebre dipinto seicentesco del pittore Nicolas Poussin e conservato al museo Condè a Chantilly; Il martirio di santo Stefano. Quasi tutte le opere pittoriche sono state commissionate o donate all'oratorio, o comunque alla confraternita, dallo stesso cardinale tabiese Lercari.
Dell'antica cassa processionale della Santissima Trinità, andata distrutta agli inizi del Novecento, faceva parte il gruppo scultoreo raffigurante L'incoronazione della Vergine Maria, opera di scuola genovese della metà del XVIII secolo.